# Bios: Calamaro
Bios: Calamaro é um documentário argentino de 2021 sobre a  vida e carreira do cantor Andrés Calamaro dirigido por Leandro Lopez. Faz parte da série documental, Bios: Vidas que Marcaram a Sua, do National Geographic.

## Sinopse
Uma viagem pela vida e obra do músico argentino Andrés Calamaro, que revela acontecimentos até então desconhecidos do público. Da mão da cantora Nathy Peluso e com acesso a material de arquivo inédito e entrevistas exclusivas com Andrés, seu círculo íntimo, ex-colegas e colaboradores, é construído um retrato intimista que ilumina os detalhes menos conhecidos de sua vida.

## Elenco
- Andrés Calamaro ... ele mesmo
- Nathy Peluso ... ela mesma
- Ariel Rot ... ele mesmo
- Mario Breuer ... ele mesmo
- Cachorro López ... ele mesmo
- Olga Castreno ... ela mesma
- Joe Blaney ... ele mesmo
- Daniel Melingo ... ele mesmo
- Fabián Casas ... ele mesmo

## Lançamento
Bios: Vidas que Marcaram a Sua é uma série documental produzida pelo canal National Geographic com distribuição do Disney+. Na América Latina, os episódios estão disponíveis no Star+.

## Recepção
Juan Manuel Pairone escreveu para o jornal La Voz que: "o documentário faz jus a um artista canônico mas muitas vezes deixado em segundo plano. Só por isso, vale a pena levantar os óculos para esta retrospectiva tão necessária de um salmão que sempre conseguiu nadar contra a corrente". Sebastião Esposito, do La Nación, escreveu que Andrés Calamaro é: "um homem que viveu várias vidas em uma. Precisamente nisso reside a conquista do documentário: rever o desenvolvimento de uma carreira, as ascensões, o cume, a queda no inferno e o retorno triunfante, reservado a poucos".

## Prêmios e indicações
| Ano  | Prêmio             | Categoria                 | Resultado |
| ---- | ------------------ | ------------------------- | --------- |
| 2022 | Emmy Internacional | Melhor Programa Artístico | Pendente  |